# Leon Chasanowich
Leon Chasanowich (geboren 5. Oktober 1882 in Širvintos bei Wilna, Russisches Kaiserreich; gestorben 17. September 1925 in Vulchovce, ČSR) war Journalist und Parteifunktionär der zionistischen Arbeiterpartei Poalei Zion.  

## Leben
Während der Russischen Revolution 1905 engagierte sich Chasanowich in der Poalei Zion, der zionistischen Arbeiterbewegung im Russischen Kaiserreich, und geriet in Haft. Im Jahr 1906 floh er in das österreichisch-ungarische Galizien, wo er für die zionistische Zeitung Der jidisher Arbeiter schrieb. Ab 1909 hielt er sich als Parteipropagandist wechselweise in den USA, Kanada, Argentinien und Großbritannien auf. Er kritisierte 1910 die Verhältnisse in den von der Jewish Colonization Association eingerichteten Siedlungen jüdischer Auswanderer in Argentinien. Ab 1913 war er Sekretär der Poalei in Wien und plädierte für ihre Aufnahme in die Zweite Internationale. Bei Kriegsausbruch wurde er in Österreich-Ungarn interniert, bis es ihm gelang, wieder in die USA zu kommen, wo er für die Herausgabe des Parteiorgans Der Yidisher Kemfer sorgte. Mit Ber Borochov verfasste er eine Schrift zur Unterstützung der Gründung des American Jewish Congress. Zwischen 1917 und 1920 war er zionistischer Delegierter bei verschiedenen sozialistischen Kongressen. Die Pogrome in Polen und in der Ukraine nach Kriegsende wurden von ihm dokumentiert, auch um humanitäre Hilfsaktionen der Juden aus Schweden und Frankreich zu veranlassen. Nach der Spaltung der Poalei zog er sich aus der Parteiarbeit zurück und arbeitete in den 1920er Jahren für die jüdische Bildungsorganisation World ORT, die ihren Sitz nach Berlin verlegt hatte. In der ČSR gründete er den Landesverband der ORT und hielt sich in ihrem Auftrag bei der jüdischen Landbevölkerung in der slowakischen Karpatenukraine auf, als er an einem Herzschlag verstarb.

## Schriften (Auswahl)
- Der yidisher khurbn in ukrayne : Materialen un dokumenten. Berlin : Judäa, 1920
- mit Leo Motzkin: Die Judenfrage der Gegenwart. Dokumentensammlung, Stockholm : Judäa, 1919
- Die polnischen Judenpogrome im November und Dezember 1918. Tatsachen und Dokumente, Stockholm : Judaea, 1919
- mit Ber Borochov: Di yudishe kongres-bevegung in amerike, Warschau : Arbeyter-heym, 1917
- Das jüdische Proletariat in Nordamerika, in: Die Freistatt, 15. Mai 1913, S. 98–104
- Die Krise der jüdischen Kolonisation in Argentinien und der moralische Bankerott der J.C.A.-Administration. Stanislau : Verlag Bildung, 1910
- Fundstellen für deutschsprachige Zeitschriftenaufsätze  bei Johann Wolfgang Goethe-Universität Frankfurt am Main